# Cancha serrana
La cancha serrana,  cancha ou cancha paccho (comme on l'appelle traditionnellement au Pérou) est une garniture typique de la cuisine andine. Elle est également connue sous le nom de maïs grillé dans la cuisine péruvienne de chulpi dans cette dernière.
Il est utilisé comme en-cas ou en accompagnement de plats tels que le ceviche, les chicharrones, la carne asada et comme composant principal de plats équatoriens tels que le chugchucaras, le chulpi chocho et le volquetero. En quechua, il est également connu sous le nom de camcha ou kancha ; en langue Moche, il est connu sous le nom de quersu.